# Джалаль Талабані
Джалаль Хусамаддін Талабані (англ. Jalal Husam Ad-Din Talabani; 12 листопада 1933 — 3 жовтня 2017) — президент Іраку у 2005—2014 роках, генеральний секретар Патріотичного союзу Курдистану з 1977 року, один з лідерів курдського збройного опору з 1961 року, воював з центральним урядом Іраку і збройними формуваннями інших курдських партій.

## Біографія
Джалаль Талабані народився 12 листопада 1933 року в селі Келкан в Іракському Курдистані. Батько Джалаля, Хусамальдін Талабані (Husam Ad-Din Talabani), був видним суфійським клерикалом з братерства Кадирія, проте його син виявляв мало цікавості до релігії. Джалаль вчився в школі в Койсанджаку, потім переїхав разом з сім'єю до Кіркука, де закінчив школу в 1952 році. У 1946 році, у віці 13 років, Талабані організував таємну курдську організацію у своїй школі, а через рік став членом Демократичної партії Курдистану (ДПК), забороненою хашимітською монархією, яка тоді правила Іраком. У 1951 році Талабані був вибраний в центральний комітет ДПК і очолив її відділення в Кіркуку. У 1952 році Талабані не прийняли в медичне училище через його політичні переконання.
У 1953 році Джалаль Талабані зміг поступити на юридичний факультет Багдадського університету, був одним з творців і генеральним секретарем Студентського союзу Курдистану. У 1954 році Талабані був вибраний в політбюро ДПК, з 1956 року він був вимушений переховуватись від уряду, щоб уникнути арешту. Як генеральний секретар Студентського союзу Курдистану брав участь у Фестивалі молоді і студентів в Москві в 1957 році, де зустрічався з лідером партії ДПК у вигнанні Мустафою Барзані. У тому ж році за допомогою Єгипту Талабані організував на каїрському радіо віщання програми курдською мовою, був головним редактором нелегальної газети «Курдистан Хабат» (Боротьба Курдистану). Монархія Хашимітів була повалена 14 липня 1958 року в результаті державного перевороту, після якого до влади прийшов Абдель Керім Касем (Abd al-Karim Qasim), який проголосив республіку і пішов на значні поступки курдам. Талабані повернувся в університет і закінчив його в 1959 році. Того ж року він став головним редактором газети «Хабат» (Боротьба). У 1959–1961 роках Талабані служив в іракській армії у званні офіцера, спочатку в артилерійських, а потім в танкових військах, був командиром танкової частини.
У 1960 році Касем змінив політику держави, почав орієнтуватися на арабський націоналізм, ініціював гоніння на курдів і у вересні 1961 року ввів війська до Курдистану, проте після перших вдалих бойових дій уряд зіткнувся з опором курдських озброєних загонів «Пешмерга» («Що йдуть на смерть»). Лідером «Пешмерга» в Сулейманії і Кіркука був Талабані, під його керівництвом курдські загони повністю звільнили цей регіон від урядових військ в березні 1962 року. У 1963 році Касем був повалений полковником Абдулом Саламом Арефом (Abdul Salam Arif), який почав переговори з курдами й досяг угоди з Барзані. Спочатку Джалаль Талабані брав участь в мирних переговорах з урядом в Багдаді і очолював делегації курдів за кордоном, але в 1964 році виступив проти укладеного Барзані перемир'я, оскільки воно не означило автономії Курдистана. Талабані та перший секретар ДПК Ібрагим Ахмад (Ibrahim Ahmad) були виключені з партії та разом втекли до Ірану, щоб в 1966 році повернутися до Іраку, де вже на стороні уряду баасистів на чолі курдських збройних формувань вели бойові дії проти загонів ДПК навесні 1966 і в кінці 1969 років, до укладення договору 11 березня 1970 року, який давав курдським районам автономію і відкладав питання про кордони Курдистану.
У 1974 році баасисти переглянули кордони Курдистану, позбавивши курдів основних родовищ нафти, що привело до повстання, в ході якого курдська сторона отримувала зброю і кошти з Ірану, що воював тоді з Іраком. У 1974–1975 роках Талабані ненадовго відновив своє членство в ДПК і брав участь разом з Барзані в збройному опорі, але в березні 1975 року Іран і Ірак, уклали мирну угоду, що привело до краху курдського повстання: Ахмад і Талабані втекли з країни, Джалаль в кінці 1975 року в Сирії створив нову партію — Патріотичний союз Курдистану (ПСК), що спиралася на марксистсько-ленінську ідеологію, і став її генеральним секретарем в 1977 році після повернення до Іраку. Тоді ж іракський Курдистан був поділений на сфери впливу між ДПК і ПСК.
На чолі ПСК Талабані керував партизанськими діями проти урядових військ. У 1987 році Саддам Хусейн почав політику геноциду курдського населення: так звану операцію «Анфаль», що привела до великих втрат серед курдського мирного населення (понад сто тисяч осіб). Це змусило Талабані в 1987 році укласти союз з ДПК, яким тоді вже керував син Барзані, — Масуд (Massoud Barzani), і створити коаліційний курдський визвольний рух під назвою «Іракський курдистанський фронт». Після хімічної атаки в Халабджі в березні 1988 року, в результаті якої загинуло 5 тисяч осіб, Талабані знайшов притулок в Ірані.
Після війни в Перській затоці в березні 1991 року почалися значні зіткнення між курдами і урядовими військами. Армія Саддама Хусейна жорстоко розправлялася з повстанцями, що примусило ООН створити на півночі Іраку «безполітну зону» для іракських ВПС і почати операцію «Забезпечення комфорту» для захисту курдів. Талабані очолив курдську делегацію і зміг домовитися про перемир'я з Хусейном в жовтні 1991 року, причому перехід на такі відносини з президентом Іраку багато курдів сприйняли як зраду. За умовами перемир'я урядові війська залишили північні курдські області країни: Ербіль, Дохук і Сулейманію, зробивши їх фактично незалежною територією — «Вільним Курдистаном». На території «Вільного Курдистану» було організовано курдистанський регіональний уряд, в 1992 році пройшли парламентські вибори, в результаті яких місця були поділені порівну між ПСК і ДПК. Втім, союз між двома партіями продовжувався недовго: у 1994 році в Курдистані почалася громадянська війна за володіння нафтовими ресурсами і їхній підпільний експорт через територію Туреччини. У вересні 1998 року конфлікт між ДПК і ПСК був врегульований за посередництва США.
У 2002 році, незадовго до вторгнення США до Іраку, ДПК і ПСК домовилися про створення коаліції. Впродовж 2002 року Талабані неодноразово пропонував американцям план скидання Хусейна, в якому центральна роль віддавалася курдським збройним формуванням. Вже на той час Талабані виступав за створення федеральної іракської держави. В ході американського вторгнення до Іраку навесні 2003 року курдські війська зуміли самостійно зайняти багатий нафтою регіон Кіркук. Талабані заручився підтримкою США, Туреччини і Ірану, і вже в травні 2003 року стало відомо про те, що Талабані може очолити іракський тимчасовий уряд. Талабані увійшов до ради при тимчасовому коаліційному уряді під керівництвом Пола Бремера, був змінним головою цієї ради.
Для участі у виборах в Національну асамблею Іраку, орган, який мав створити і затвердити конституцію і сформувати урядові органи Іраку, був створений в 2004 році Демократичний патріотичний альянс Курдистана, в якій увійшли представники ДПК, ПСК і низки інших дрібних курдських партій. 30 січня 2005 року відбулися вибори в тимчасову національну асамблею, в якій курди отримали 35 відсотків місць. 6 квітня 2005 року Талабані був вибраний 227 з 275 голосами тимчасової асамблеї на пост тимчасового президента Іраку. Після свого обрання на посаду президента Талабані віддав владу в Курдистані колишньому суперникові Масуду Барзані. 22 квітня 2006 року Талабані був переобраний новим парламентом на посаду президента Іраку. Значною мірою через вплив Талабані пост прем'єр-міністра республіки зайняв шиїт Нурі аль-Малікі, а не голова шиїтської партії аль-Дава — Ібрагим аль-Джаафарі.
Талабані виступав проти страти баасівських офіційних осіб і не підписував смертний вирок Хусейну (його підписав аль-Малікі). Він підтримав план США з розділення Іраку, але в 2008 році відхилив закон про проведення місцевих виборів, який мав на увазі рівне розділення влади над Кіркуком і його нафтовими родовищами між курдами, арабами і туркоманами.
Талабані одружений з дочкою свого колишнього соратника Ібрагима Ахмата — Геро Ібрагим Ахмед (Hero Ibrahim Ahmed). У Талабані двоє синів: Бавел (Bavel, 1972 року народження) і Кубат (Qubad, 1977 року народження). Кубат Талабані займав посаду посла Курдської Автономії в США з 2005 року.
Помер 3 жовтня 2017 року в Німеччині, де він перебував на лікуванні. У зв'язку зі смертю Джалаля Талабані в Іраці був оголошений триденний траур.